# Kandergrund
Kandergrund – gmina (niem. Einwohnergemeinde) w Szwajcarii, w kantonie Berno, w regionie administracyjnym Oberland, w okręgu Frutigen-Niedersimmental.

## Demografia
W Kandergrundzie mieszka 807 osób. W 2020 roku 6,7% populacji gminy stanowiły osoby urodzone poza Szwajcarią.

## Transport
Przez teren gminy przebiega droga główna nr 223.